# نیووی
نیووی (به انگلیسی: Niue) یک کشور جزیره‌ای در اقیانوس آرام جنوبی است. نیووی با لقب «صخره پلی‌نزی» هم نامیده می‌شود و بومیان آن به صورت اختصار به آن «صخره» می‌گویند.
نیووی به دلیل استفاده رایگان از وای فای (WIFI) به کشور وای فای معروف شده است ‌.

## سیاست
با اینکه این کشور به‌طور مستقل اداره می‌شود ولی پادشاه یا حاکم نیوزیلند، حاکم نیووی هم به‌شمار می‌آید و بیشتر روابط دیپلماتیک نیووی را نیوزیلند انجام می‌دهد. نیووی ۱۴ روستا دارد که هر کدام از آنها در انتخابات روستایی نقش دارند.

## جغرافیا
این جزیره در ۲۴۰۰ کیلومتری شمال شرقی نیوزیلند و در سه‌گوشی در میان تونگا، ساموآ و جزایر کوک واقع شده‌است.

## اقتصاد
یک کمپانی استرالیایی فکر می‌کرد که نیووی بزرگ‌ترین منبع اورانیوم دنیا باشد اما پس از تحقیقات مشخص شد که نیووی اصلاً اورانیوم ندارد و به این ترتیب نیووی نتوانست از این راه پولی در بیاورد. از صادرات نیووی می‌توان به وانیل اشاره کرد.

## آمار کلی
- قلمرو: نیووی

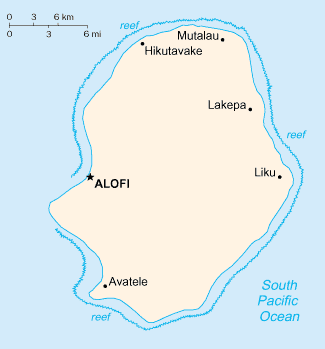

- وضعیت: قلمروی خود مختار در تجمع آزاد با نیوزیلند.
- جمعیت: ۱۶۷۹ (۲۰۰۷)
- مرکز: الوفی Alofi
- مساحت: ۲۶۰ کیلومتر مربع (۱۰۰ مایل مربع)
- زبان اصلی: نیوویایی، انگلیسی
- مذهب رسمی: مسیحیت
- امید به زندگی: ۷۰ (مردان)، ۷۱ (زنان) (سازمان ملل)
- واحد پول: ۱ دلار نیوزیلند $ = ۱۰۰ سنت
- صادرات اصلی: محصولات زراعی، نارگیل، عسل.
- دامنه اینترنتی: .nu
- کد تلفن بین‌المللی: ۶۸۳

## مطبوعات
نیووی استار (Niue Star)، مجله هفتگی

## رادیو
رادیو آفتاب به انگلیسی (sunshine radio) که توسط صدا و سیمای شرکت نیووی اداره می‌شود